# 비아 코어퓨전

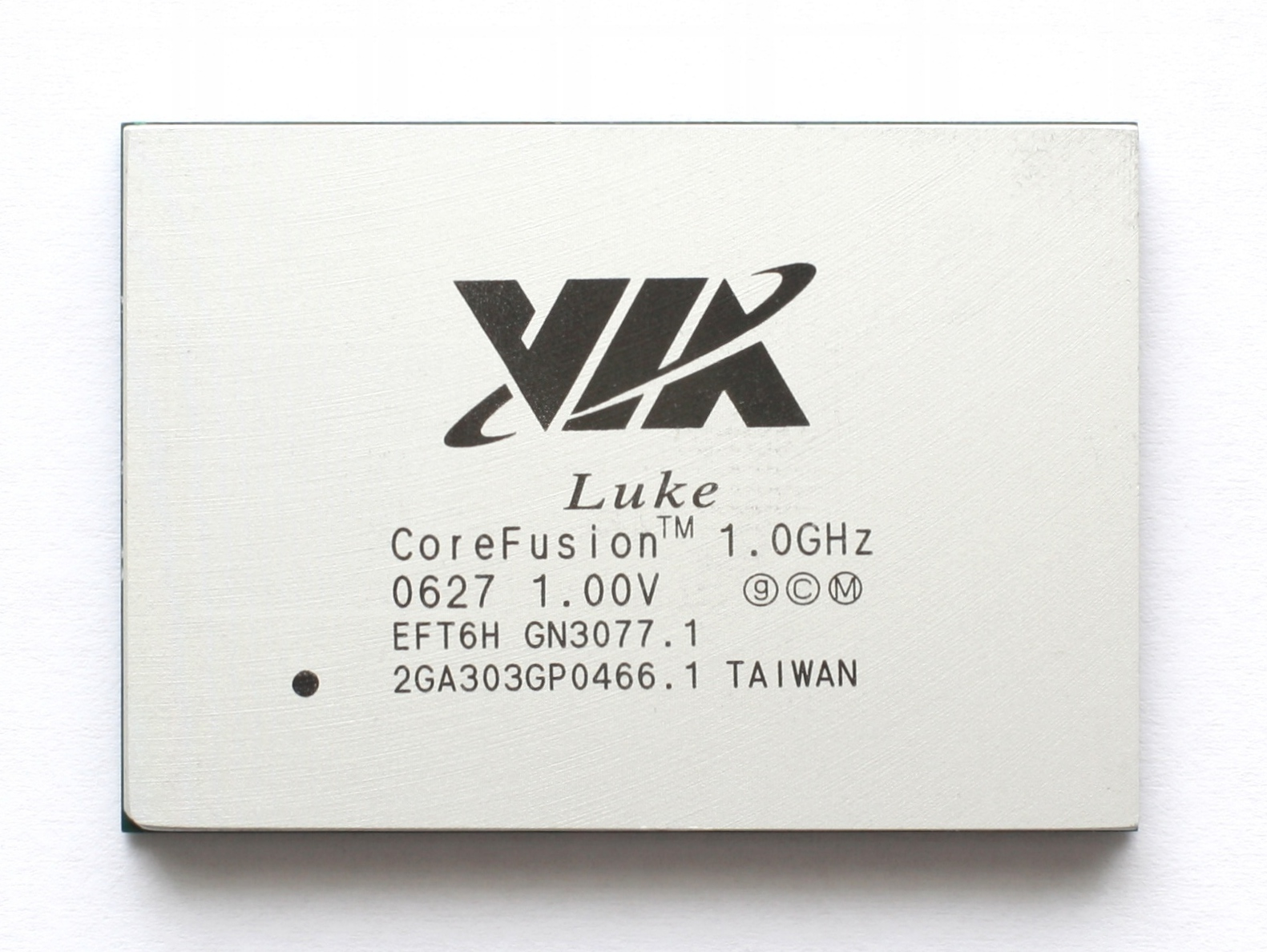

비아 코어퓨전(영어: VIA CoreFusion)은 비아 테크놀로지스에서 개발한 하나의 패키지에 저전력 x86 프로세서에 노스브리지, 사우스브리지, GPU가 하나로 통합된 제품이다.

## 플랫폼
코어퓨전에는 코어 퓨전 마크와 코어 퓨전 루크, 코어 퓨전 존 세 가지 플랫폼이 있다.

### 코어 퓨전 마크
비아 에덴 프로세서와 비아 CLE266 노스 브리지, 그리고 VT8235M(혹은 VT8237R Plus 이나 VT8251) 사우스 브리지를 포함한 플랫폼이다. 2003년에 발표되었다.

### 코어 퓨전 루크
비아 에덴-N 프로세서와 비아 CN400 노스 브리지, 그리고 VT8235M(혹은 VT8237R Plus 이나 VT8251)사우스 브리지를 포함한 플랫폼이다. 2005년에 발표되었다.

### 코어 퓨전 존
비아 C7 프로세서에 Chrome9 HC 그래픽 코어가 결합되어 DDR2 SDRAM 및 DirectX 9.0c 호환 3D 비디오 가속을 지원한다.

## 같이 보기
- AMD 퓨전